# 上海市位育中学
31°7.346′N 121°26.249′E / 31.122433°N 121.437483°E
上海市位育中学是上海市的一所现代化寄宿制高级中学，也是上海市实验性、示范性高中之一。学校创办于1943年，1998年起与位育初级中学分离办学，现校址位于徐汇区华泾地区。

## 历史沿革

### 前身
位育中学的前身是于1932年在上海创立的位育小学（现为向阳小学）。一·二八事变过后，上海部分实业界与教育界知名人士痛感国家积弱，试图从教育入手振兴国家，主张开办一所试验性的小学校。于是取《中庸》中“天地位焉，万物育焉”中的“位育”二字为校名，并成立了以穆藕初为董事长，穆藕初、蒉延芳、黄炎培、江问渔、杨卫玉等为董事的位育小学校董会。首任校长为李公朴的夫人张曼筠，不久由杨卫玉继任校长。学校最初曾先后借吕班路（现重庆南路）与辣斐德路（现复兴中路）上的洋房为校舍，后在拉都路（现襄阳南路）自建校舍。

### 创办之初

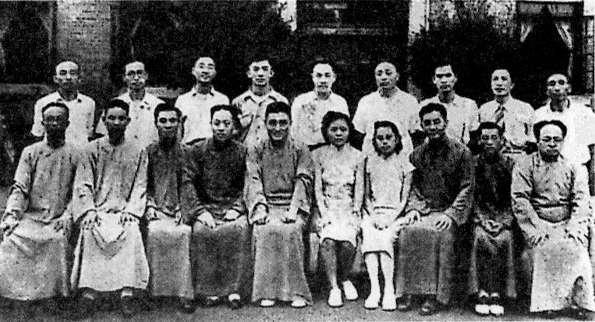
初创时期校长李楚材与全体教员合影

抗日战争爆发后，被日军占领的上海教育事业受到重创，一些著名中学或停办或因陋就简而质量下降，故应学生家长之请，学校在沪校董决定在小学的基础上扩建中学，以蒉延芳为董事长，并推陶行知的弟子李楚材为校长。中学创办之初不分初高中，施行五年一贯制。抗战结束后，于1949改为教育部规定的六、三、三制，即初、高中各三年的学制。
中华人民共和国成立后，位育中学开始进入大发展阶段。1953年学校在复兴中路新建校舍，并于次年全部搬入。1956年，政府对私立学校进行社会主义改造，学校因此便为公立，并更名为上海市第五十一中学。1956年与1958年，淮海中学高中部与上海市第六十八中学先后并入位育中学。1960年，学校被评为上海市和全国教育先进单位，并定为市重点中学。文化大革命期间，学校的教育秩序不可避免地遭受了严重破坏，领导机构由校革命委员会取代。

### 改革开放后
文革结束后，学校教学秩序开始恢复，成为上海市标志性中学之一。1978年，被确定为区级重点中学。1987年，学校恢复位育中学之名。1998年6月，时任中共中央总书记江泽民为学校题写了校名。同年8月，初高中脱钩，学校（高中）南迁华泾地区，成为上海现代化寄宿制高级中学之一，初中则留在原址继续办学。自1999年起，学校进入“创建实验性、示范性高中”的历史阶段，于2005年2月成为上海市首批28所实验性、示范性高中之一。

## 办学规模

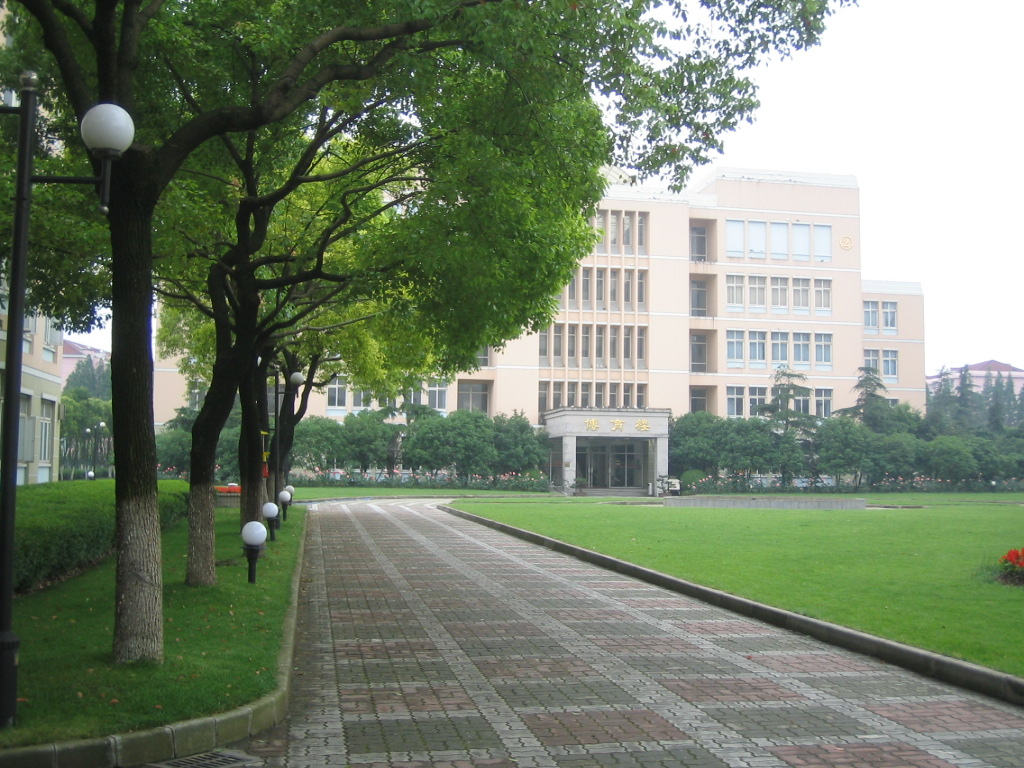
博育楼

位育中学位于华泾地区的新校区占地12.4万平方米（186亩），总建筑面积5.2万平方米，于1998年落成启用。校园分为教学行政、生活、运动和堂馆等功能区。教学行政区是学校的主体功能区，分布在校门入口绿地广场两侧，长达百米：左侧为荟育楼，作教学楼及教师办公楼使用。右侧为理育楼，作为理科实验室及行政楼使用。教学区中轴线上是学校的标志性建筑——博育楼，底层为图书馆及阅览室，二层为会场，可容纳600人，三层为计算机教室、电子阅览室等设施，顶楼为天文台。此外，学校的生命科学实验室、趣味物理实验室、环保实验室、天文台天像厅、摄影实验室等理化短实验室也各具特色。生活区有食堂（黍育楼）、学生宿舍（和育楼）、教师宿舍共五幢。生活广场将教学区与生活区相连，供学生课余休闲活动之用。学校拥有完善的体育设施，建有400米跑道以及包括2000座看台标准足球场、篮球场、网球场在内的10个不同类型球场和现代化体育馆。
学校共有三个年级约2000名学生。同时学校拥有优质的师资力量，目前拥有高级教师59人（其中特级教师10人）、一级教师60人、二级29人。

### 国际部
位育中学国际部于2002年成立，现有专职教师20名，有来自包括台湾、香港、澳门及韩国、日本、德国、法国、美国、俄罗斯等世界各地的学生。国际部学制为三年，对无汉语基础的学生另有半年至一年的汉语言学习班。2011年5月，学校成为国际文凭组织授权学校，并开始推出国际文凭大学预科课程（IBDP），成为上海首家招收中国学生就读IBDP的实验性、示范性寄宿制高中。

## 文化

### 校园文化活动
学校独特的教育理念与办学历史孕育了丰富的校园文化活动，除天文、生物、计算机、摄影等协会组织外，文学社、诗社、艺术、跆拳道等社团也吸引了广大学生。此外还有校刊、校报、校电视台、广播台等，为学生各方面的发展提供了广阔的平台。

### 校名
学校校名“位育”是1932年小学创建之时一位宿儒取《中庸》中“致中和，天地位焉，万物育焉”中“位育”二字而得，后由李楚材校长将其诠释为“生长、创造”之意，并提出了以此为基础的教育理念。

### 校歌
位育小学创立之初的校歌为著名小学教育专家吴研因所作。位育中学成立后，1948年起启用了由校董江问渔作词、音乐教师吴逸亭谱曲的新校歌并沿用至今。

黄浦江，水泱泱，大小朋友聚一堂。
用我手，用我脑，大家工作一起忙。
莫怕工作忙，身心俱康强。
国旗兮飞扬，庭树兮芬芳，琴韵兮悠扬。
爱我国，爱我校，
爱我先生，爱我同窗。
人生目的不可忘，将来国事谁担当？
创造，创造，生长，生长，
位育意义深且长。

## 历任校长

### 位育小学
- 张曼筠（1932年－1933年）
- 杨卫玉（1933年－？）

### 位育中学
- 李楚材（1943年－1964年）
- 鲁夫（1964年－1968年）
- 张华（革委会主任，1968年－1976年）
- 张启昆（1977年－1984年）
- 赵家镐（1984年－2000年）
- 任博生（2000年－2008年）
- 刘晓舟（2008年－2020年）
- 王亦群（2020年－至今）

#### 名誉校长
- 李楚材（1984年－1998年）
- 赵家镐（2005年至今）

## 知名校友
位育中学历史上培养了出了数以万计的毕业生，包括大批各行各业的栋梁之材。学校还被誉为培养大学校长的摇蓝，原北京大学校长陈佳洱、加州伯克利大学校长田长霖、复旦大学校长王生洪、同济大学校长吴启迪、华东理工大学校长陈敏恒等20余位著名大学校长皆为学校校友。学校历史上的知名校友还包括：
- 田长霖（1948届）：原美国加州伯克利大学校长
- 胡兆量（1949届）：经济地理学家，北京大学教授
- 陈敏恒（1949届）：原华东理工大学校长、中国科学院院士（后被除名）
- 陈佳洱（1950届）：原北京大学校长、中国科学院院士
- 钱绍钧（1950届）：核物理学家、中国工程院院士
- 李三立（1951届）：计算机科学家、中国工程院院士
- 陈秉衡（1952届）：原上海医科大学副校长
- 钱景仁（1952届）：电子学家、中国科学技术大学教授
- 李伯虎（1955届）：计算机仿真专家、中国工程院院士
- 戎嘉余（1958届）：地层古生物学家、中国科学院院士
- 陈念念（1958届）：核材料与核燃料专家、中国工程院院士
- 王生洪（1959届）：原复旦大学校长
- 曾繁仁（1959届）：美学家、原山东大学校长
- 蒋维国（1960届）：戏剧演员、导演
- 陈祖德（1961届）：围棋九段棋手、原中国棋院院长
- 余瑾（1962届）：原广西大学党委书记
- 席裕庚（1963届）：自动化专家，原上海交通大学电子信息学院院长
- 吴启迪（1965届）：原同济大学校长、中华人民共和国教育部副部长
- 朱邦芬（1965届）：物理学家、中国科学院院士
- 俞新天（1965届）：上海国际问题研究所所长
- 汤沐海（1965届）：指挥家、校友汤沐黎之弟
- 潘光（1965届）：学者、犹太研究专家
- 周家伦（1966届）：原同济大学党委书记
- 汤沐黎（1966届）：旅加画家、校友汤沐海之兄
- 赵国屏（1967届）：分子微生物学家、中国科学院院士
- 王战（1967届）：经济学家、复旦大学客座教授
- 贺寿昌（1967届）：上海戏剧学院党委书记
- 舒元（1967届）：原岭南大学校长
- 周汉民（1974届）：上海世博会申博大使
- 闵安琪（1974届）：旅美华裔女作家
- 张伟平（1982届）：数学家、中国科学院院士
- 沈洁（1990届）：电影演员。电影<<城南旧事>>主演。
- 吴谦（1991届）：国防部发言人
- 虞晶怡（1996届）：上海科技大学副教务长、信息科学与技术学院执行院长，IEEE Fellow，计算机视觉专家